# Erich Kästner (veteran)

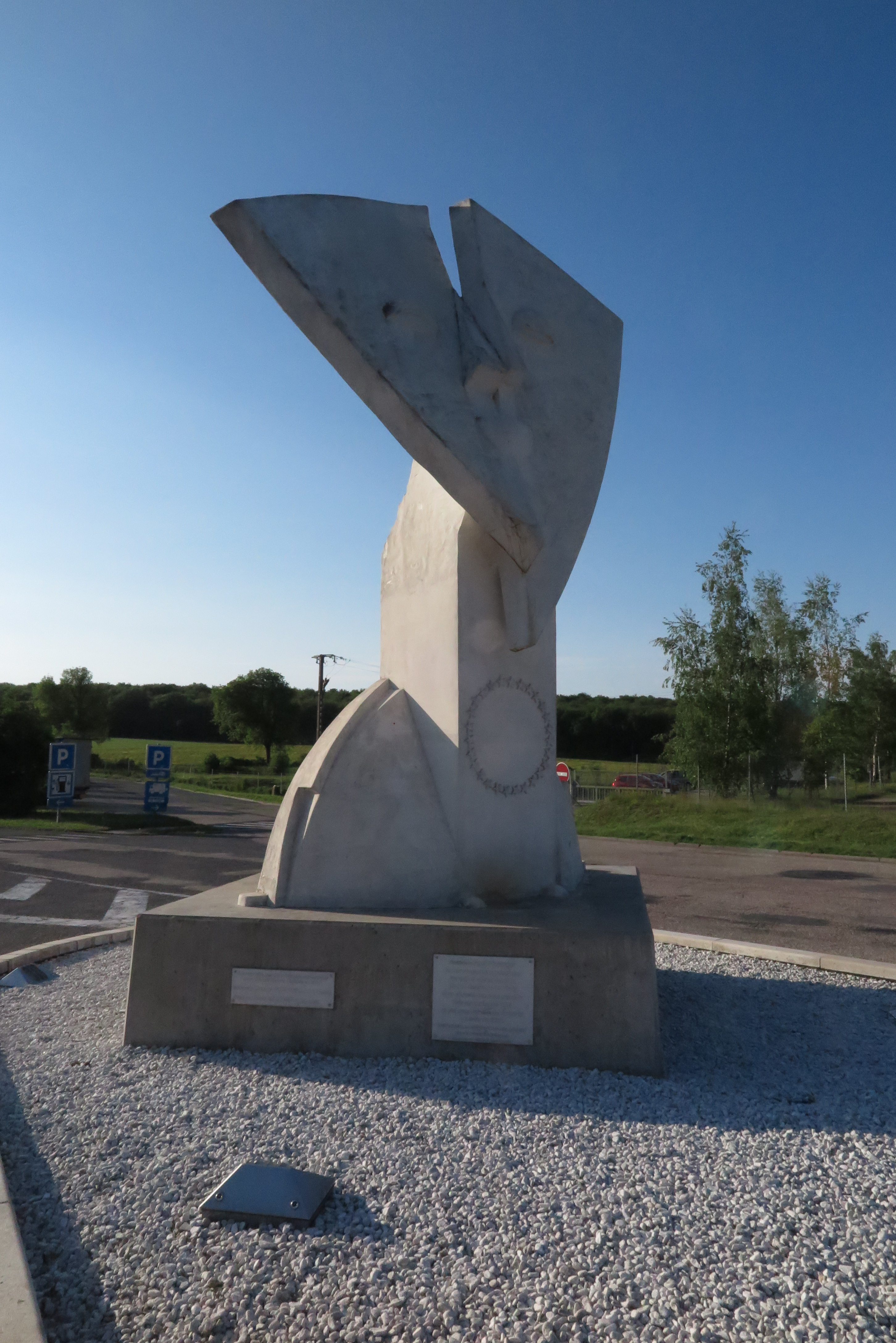
Minnesmärke över den sista franska och tyska veteranen som båda dog 2008, Lazare Ponticelli (110 år) och Erich Kästner (107 år)

Erich Kästner, född 10 mars 1900 i Leipzig, Sachsen, död 1 januari 2008 i Pulheim nära Köln, Nordrhein-Westfalen, var den siste tyske veteranen från första världskriget.